# Кинлох (Ирландия)

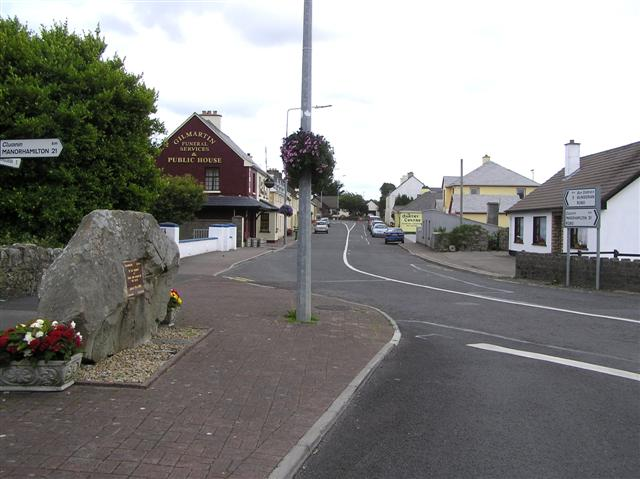
, Кинлох

Кинлох (англ. Kinlough; ирл. Cionn Locha) — деревня в Ирландии, находится в графстве Литрим (провинция Коннахт).

## Демография
Население — 690 человек (по переписи 2006 года). В 2002 году население составляло 335 человек.
Данные переписи 2006 года:
| Общие демографические показатели |               |                               |                               |      |      |
| Всё население                    | Всё население | Изменения населения 2002—2006 | Изменения населения 2002—2006 | 2006 | 2006 |
| 2002                             | 2006          | чел.                          | %                             | муж. | жен. |
| 335                              | 690           | 355                           | 106                           | 338  | 352  |